# La Corbeille
Pour les articles homonymes, voir Corbeille.
La Corbeille est un sommet du massif des Vosges situé en France, dans le département du Bas-Rhin, s'élevant à 899 mètres d'altitude. Il se trouve sur la commune de Grandfontaine.

## Toponymie
Cette montagne était autrefois désignée dans des documents d'archives des XVIe et XVIIe siècles sous les toponymes Montagne de Corballe, Le Corbeille, Hault de Corbeille et Chauve de Corbeil.

## Géographie
Situé au nord du col de Prayé, le sommet est couvert de sols bruns acides et podzoliques, parsemés de pierres et de blocs de grès vosgien.

## Histoire
Les pentes de la Corbeille fournissaient du bois aux usines de Framont et de Grandfontaine. Pour étendre leurs pâturages, les marcaires ne recouraient pas au surcenage, mais pratiquaient le brûlage périodique des herbes sèches. Cette méthode permettait de fertiliser le sol et d'augmenter la surface de leurs pacages,.
Durant la Première Guerre mondiale, la Corbeille abritait un tunnel étroit de cent mètres, un vestige notable de cette période. L'accès au tunnel se fait après avoir traversé des tranchées recouvertes de végétation. Ce tunnel, ainsi que d'autres structures militaires présentes sur le site, illustrent les efforts substantiels déployés par les Allemands pour fortifier cette position stratégique.